# Trichocera ursamajor
Trichocera ursamajor är en tvåvingeart som beskrevs av Alexander 1959. Trichocera ursamajor ingår i släktet Trichocera och familjen vintermyggor. Inga underarter finns listade i Catalogue of Life.